# Championnats de France d'athlétisme 2013
Navigation
Championnats 2012 Championnats 2014
Les Championnats de France d'athlétisme « Élite » 2013 ont eu lieu du 12 au 14 juillet 2013 à Paris au Stade Charléty.

## Programme
Quarante épreuves figurent au programme de ces championnats de France 2013 (20 masculines et 20 féminines).
| Finales | 12 juillet                                                                              | 13 juillet                                                                                          | 14 juillet |
| ------- | --------------------------------------------------------------------------------------- | --------------------------------------------------------------------------------------------------- | --- |
| Hommes  | Lancer du javelot Relais 4 × 100 m 5 000 m                                              | 10 000 m marche Triple saut Lancer du poids Lancer du disque 100 m Décathlon                        | Lancer du marteau Saut en hauteur Saut à la perche Saut en longueur 400 m haies 110 m haies 3 000 m steeple 200 m 400 m |
| Femmes  | Lancer du javelot 5 000 m 3 000 m steeple Lancer du disque Relais 4 × 100 m Triple saut | 10 000 m marche Saut en hauteur Lancer du poids 800 m Saut à la perche 100 m haies 100 m Heptathlon | Saut en longueur 400 m haies 1 500 m 400 m Lancer du marteau 200 m                                                      |

## Faits marquants
Jimmy Vicaut gagne le 100 m devant Christophe Lemaitre et devient le Troisième français de l'histoire à courir cette distance sous la barre des 10 secondes avec Christophe Lemaitre et Ronald Pognon

## Résultats

### Hommes
| Épreuves                    | Or | Argent                          | Bronze                           |
| --------------------------- | --- | ------------------------------- | -------------------------------- |
| 100 m Vent : +0,3 m/s       | Jimmy Vicaut 9 s 95                                                                                           | Christophe Lemaitre 10 s 19     | Emmanuel Biron 10 s 25           |
| 200 m Vent : -0,1 m/s       | Christophe Lemaitre 20 s 34                                                                                   | David Alerte 20 s 74            | Teddy Tinmar 20 s 96             |
| 400 m                       | Mame-Ibra Anne 46 s 05                                                                                        | Angel Chelala 46 s 27           | Mamoudou Hanne 46 s 43           |
| 800 m                       | Hamid Oualich 1 min 47 s 87                                                                                   | Paul Renaudie 1 min 48 s 10     | Azzedine Boudjemaa 1 min 48 s 26 |
| 1 500 m                     | Florian Carvalho 3 min 47 s 87                                                                                | Simon Denissel 3 min 48 s 15    | Bouabdellah Tahri 3 min 48 s 59  |
| 5 000 m                     | Nouredine Smail 13 min 49 s 68                                                                                | Abdellatif Meftah 14 min 0 s 85 | Timothée Bommier 14 min 6 s 36   |
| 10 000 m marche             | Kévin Campion 38 min 37 s 02                                                                                  | Yohann Diniz 39 min 27 s 63     | Bertrand Moulinet 40 min 50 s 26 |
| 110 m haies Vent : +1,2 m/s | Thomas Martinot-Lagarde 13 s 30                                                                               | Dimitri Bascou 13 s 64          | Ladji Doucouré 13 s 66           |
| 400 m haies                 | Yoann Decimus 49 s 52                                                                                         | Mickaël François 49 s 55        | Hugo Grillas 50 s 0              |
| 3 000 m steeple             | Mahiedine Mekhissi-Benabbad 8 min 46 s 57                                                                     | Nouredine Smaïl 8 min 46 s 76   | Yoann Kowal 8 min 50 s 55        |
| Relais 4 × 100 m            | AS Aix-les-Bains Thibaut Van Tilbeurgh, Christophe Lemaitre,Pierre-Alexis Pessonneaux, Fabrice Tisgra 39 s 96 | Val de Reuil AC 40 s 22         | EFS Reims A. 40 s 33             |
| Saut en hauteur             | Mickaël Hanany 2,31 m                                                                                         | Fabrice Saint-Jean 2,25 m       | Florian Labourel 2,18 m          |
| Saut à la perche            | Renaud Lavillenie 5,95 m (WL)                                                                                 | Damiel Dossevi 5,55 m           | Alexandre Feger 5,45 m           |
| Saut en longueur            | Salim Sdiri 8,10 m                                                                                            | Kafetien Gomis 8,02 m           | Nicolas Gomont 7,99 m            |
| Triple saut                 | Teddy Tamgho 17,49 m                                                                                          | Yoann Rapinier 17,45 m          | Benjamin Compaoré 16,57 m        |
| Lancer du poids             | Gaëtan Bucki 19,33 m                                                                                          | Tumatai Dauphin 19,00 m         | Frédéric Dagée 18,30 m           |
| Lancer du disque            | Jean-François Aurokiom 58,48 m                                                                                | Stéphane Marthely 58,11 m       | Jean-Claude Retel 53,94 m        |
| Lancer du marteau           | Jérôme Bortoluzzi 72,49 m                                                                                     | Frédérick Pouzy 70,60 m         | Bruno Boccalatte 67,65 m         |
| Lancer du javelot           | Vitolio Tipotio 71,74 m                                                                                       | Ali Hamidou Soultoini 70,91 m   | Grégory Camus 70,17 m            |
| Décathlon                   | Gaël Quérin 8 148 pts                                                                                         | Bastien Auzeil 8 022 pts        | Romain Martin 7 571 pts          |

### Femmes
| Épreuves                    | Or                              | Argent                                | Bronze                            |
| --------------------------- | ------------------------------- | ------------------------------------- | --------------------------------- |
| 100 m Vent : +1,3 m/s       | Myriam Soumaré 11 s 30          | Céline Distel-Bonnet 11 s 32          | Ayodelé Ikuesan 11 s 34 (=SB)     |
| 200 m Vent : m/s            | Myriam Soumaré 22 s 96          | Johanna Danois 23 s 14                | Émilie Gaydu 23 s 24              |
| 400 m                       | Floria Guei 52 s 05             | Marie Gayot 52 s 26                   | Muriel Hurtis 52 s 31             |
| 800 m                       | Clarisse Moh 2 min 4 s 47       | Ophélie Claude-Boxberger 2 min 6 s 64 | Aude Korotchansky 2 min 7 s 57    |
| 1 500 m                     | Laurane Picoche 4 min 25 s 88   | Sandra Beuvière 4 min 25 s 89         | Alice Rocquain 4 min 28 s 49      |
| 5 000 m                     | Sophie Duarte 15 min 49 s 24    | Christelle Daunay 15 min 54 s 34      | Christine Bardelle 16 min 4 s 55  |
| 10 000 m marche             | Violaine Averous 48 min 16 s 97 | Marine Quennehen 49 min 10 s 72       | Amandine Marcou 49 min 49 s 36    |
| 100 m haies Vent : +0,1 m/s | Cindy Billaud 12 s 59           | Alice Decaux 12 s 70                  | Reina-Flor Okori 12 s 83          |
| 400 m haies                 | Phara Anacharsis 56 s 07        | Myrnah Bloud 58 s 60                  | Saren Mariko 59 s 60              |
| 3 000 m steeple             | Claire Perraux 10 min 0 s 80    | Meriem Mered 10 min 1 s 26            | Mathilde Chachignon 10 min 1 s 26 |
| Relais 4 × 100 m            | Speedy Plus                     | Neuily-Plaisance Sports               | Union Sportive Baie Mahaultien    |
| Saut en hauteur             | Mélanie Melfort 1,85 m          | Sandrine Champion 1,82 m              | Chloé Traisnel 1,76 m             |
| Saut à la perche            | Marion Lotout 4,50 m            | Marion Buisson 4,25 m                 | Vanessa Boslak 4,15 m             |
| Saut en longueur            | Éloyse Lesueur 6,49 m           | Eunice Barber 6,31 m                  | Noémie Combettes 6,31 m           |
| Triple saut                 | Teresa Nzola Meso Ba 13,95 m    | Nathalie Marie-Nely 13,37 m           | Amy Zongo-Filet 13,37 m           |
| Lancer du poids             | Jessica Cérival 16,88 m         | Myriam Lixfe 16,18 m                  | Antoinette Nana Djimou 14,84 m    |
| Lancer du disque            | Mélina Robert-Michon 59,55 m    | Pauline Pousse 55,44 m                | Irène Donzelot 53,63 m            |
| Lancer du marteau           | Stéphanie Falzon 69,78 m        | Alexandra Tavernier 68,82 m           | Jessika Guehaseim 65,25 m         |
| Lancer du javelot           | Mathilde Andraud 56,02 m        | Antoinette Nana Djimou 54,28 m        | Alexia Kogut Kubiak 54,26 m       |
| Heptathlon                  | Camille Le Joly 5 560 pts       | Merryl Mbeng 5 558 pts                | Anaelle Nyabeu Djapa 5 482 pts    |

## Galerie

Championnats de France 2013
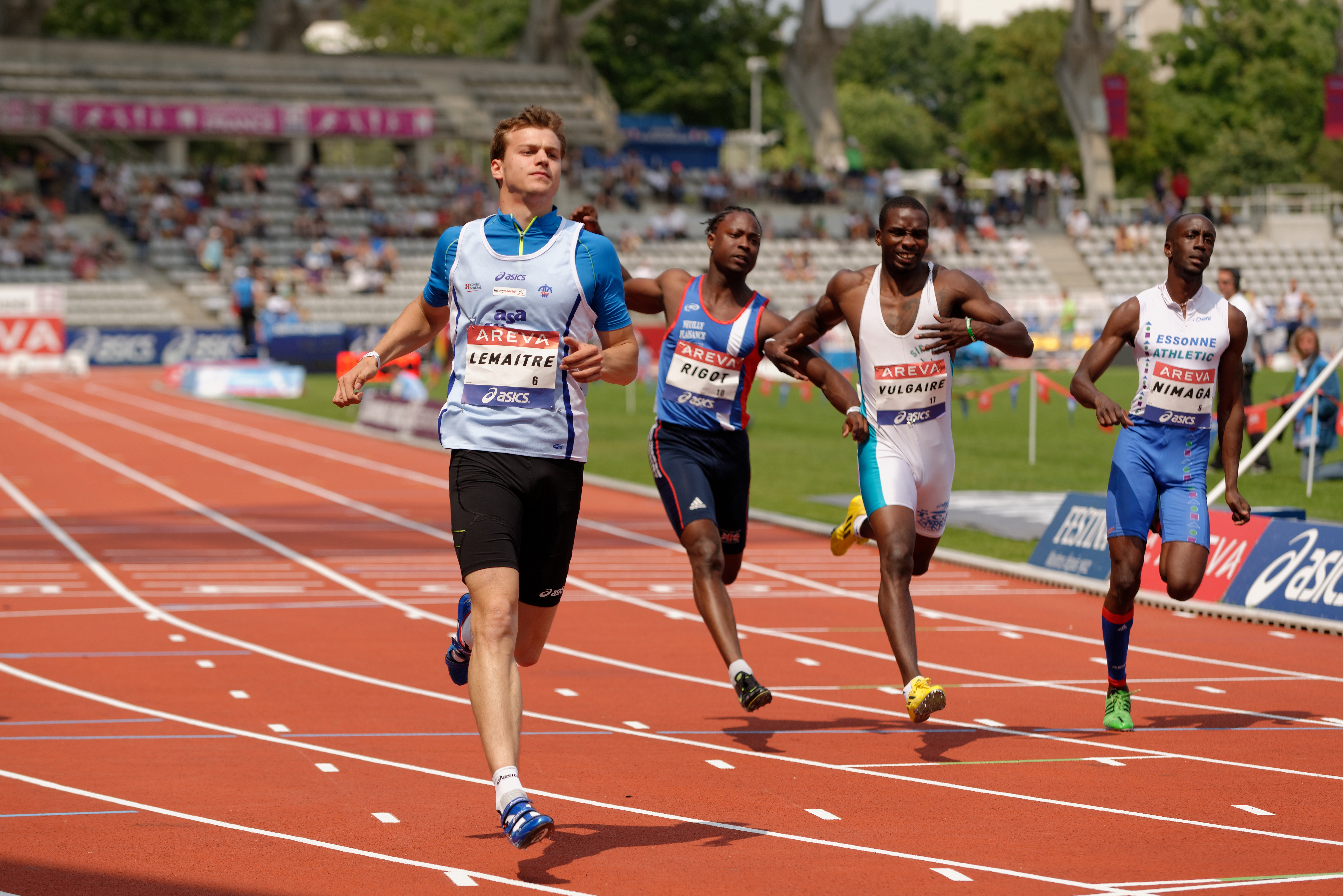
Séries du 100 m masculin
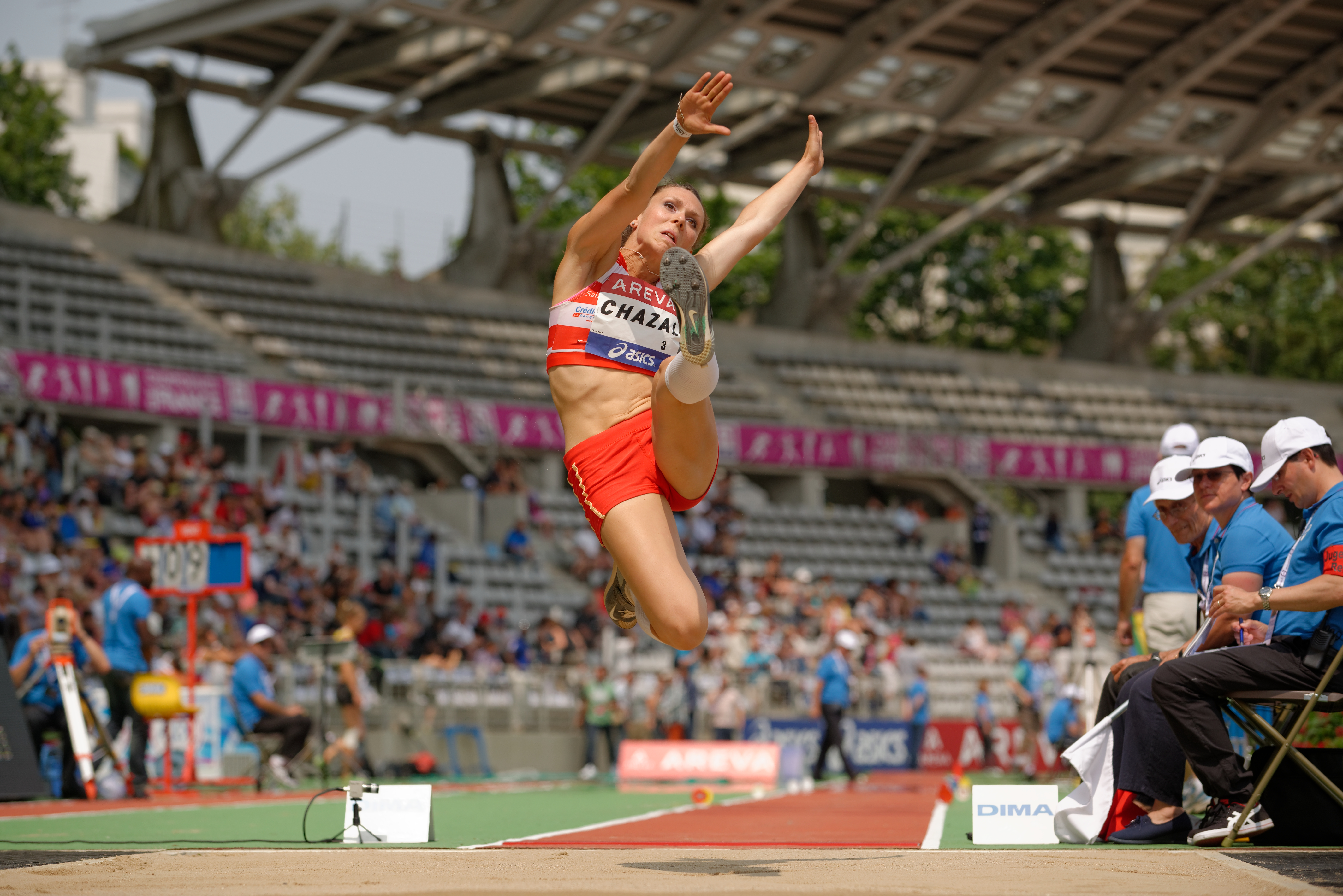
Concours du saut en longueur de l'heptathlon
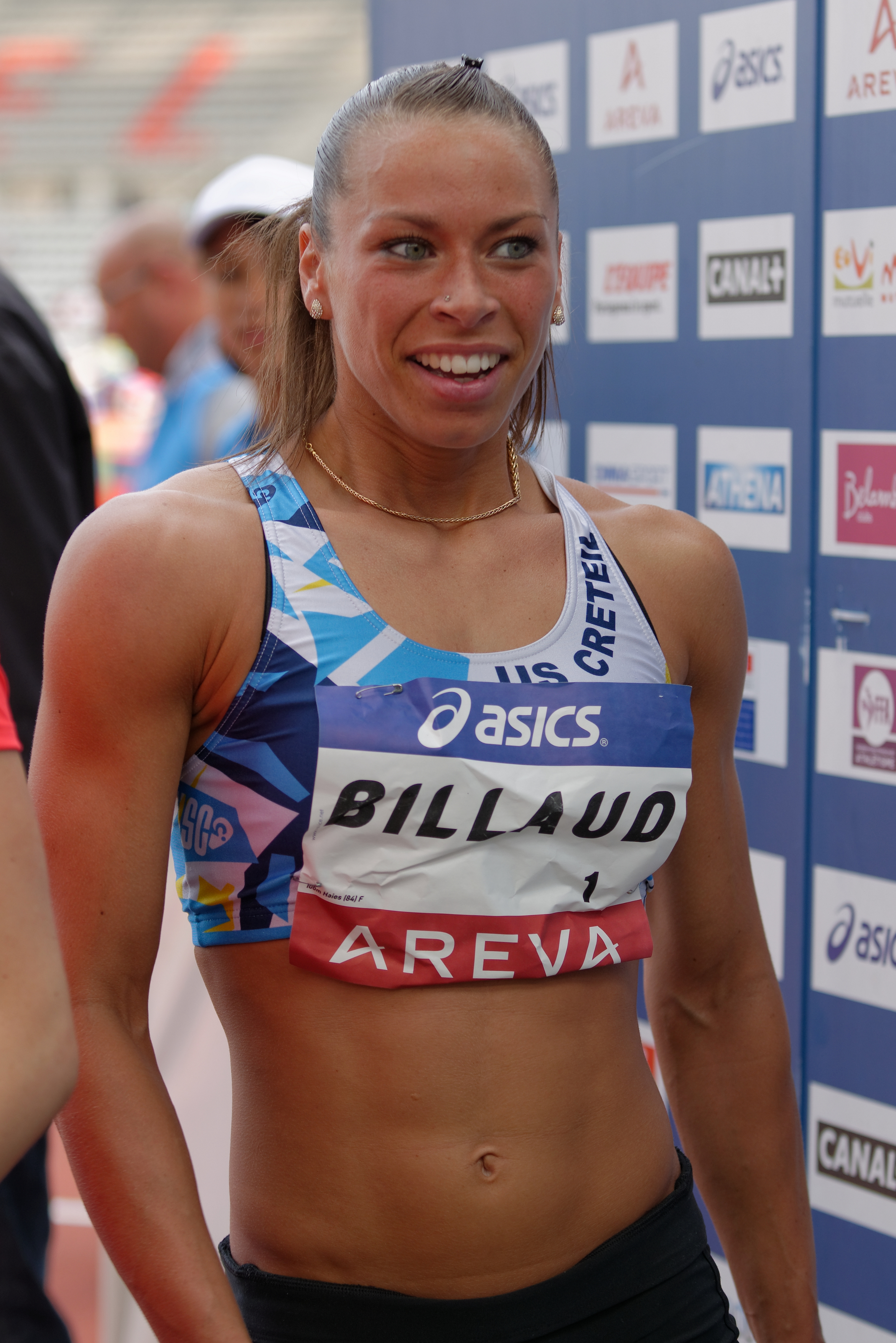
Cindy Billaud après son titre de championne de France du 100 m haies
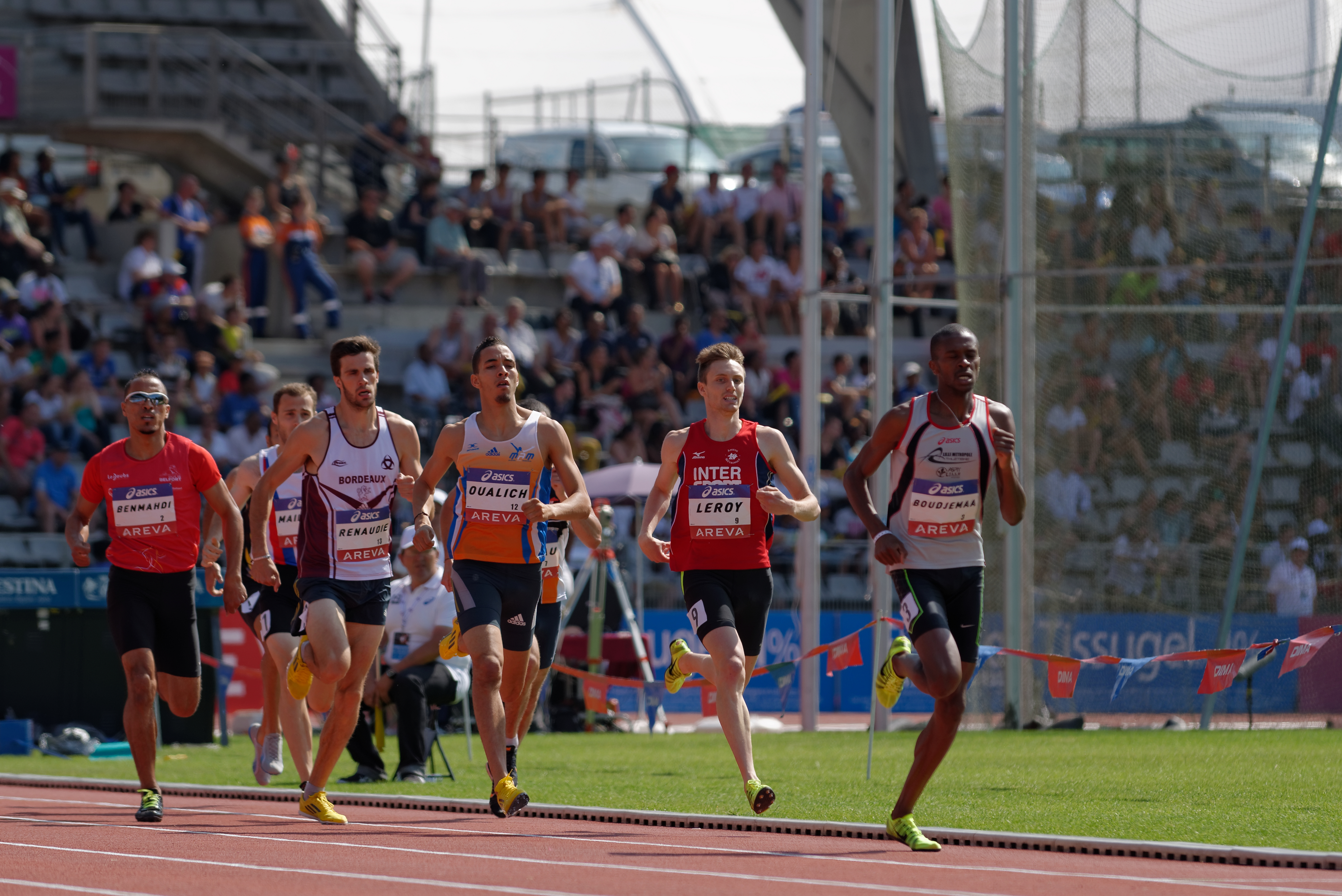
800 m masculin
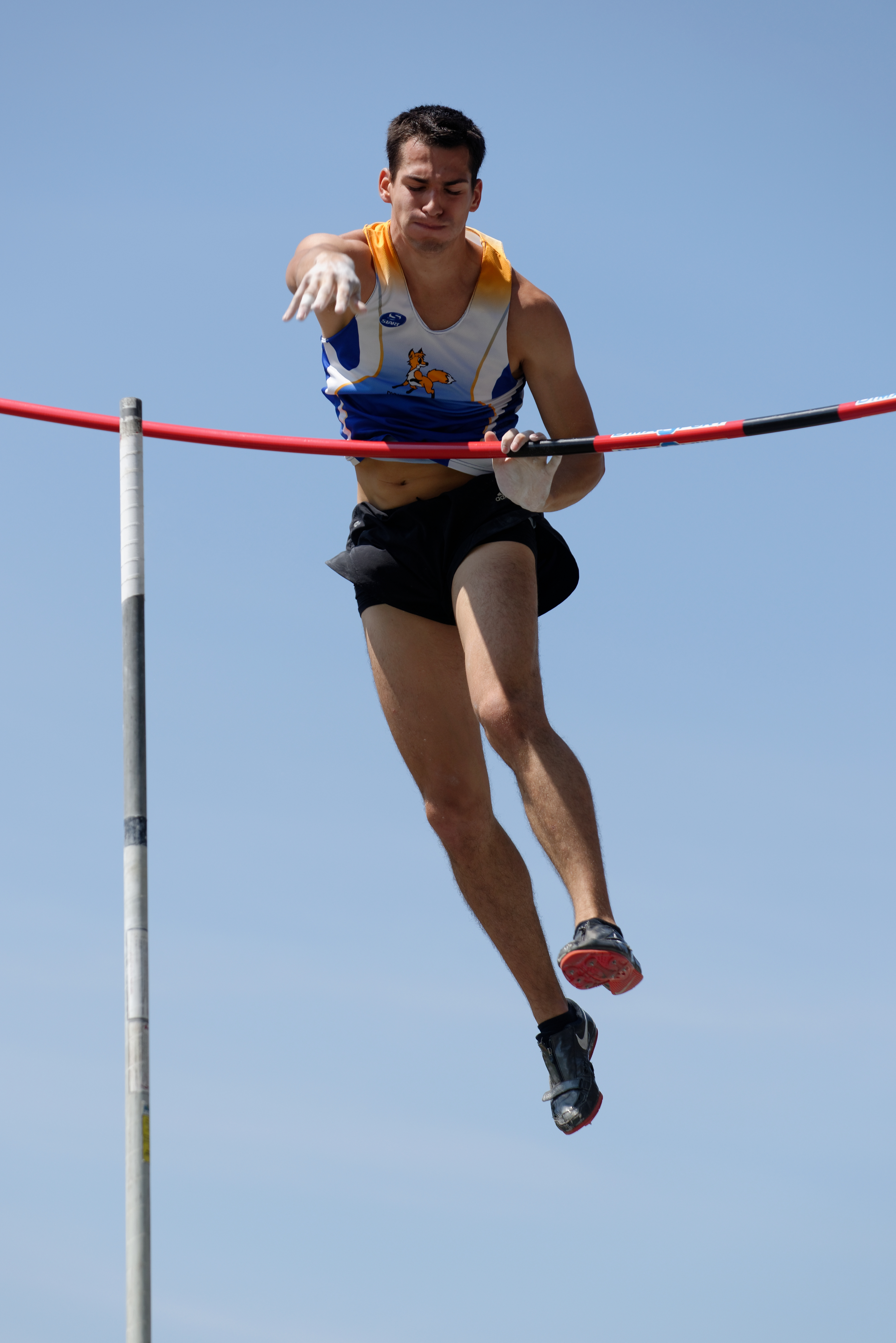
Concours du saut à la perche masculin
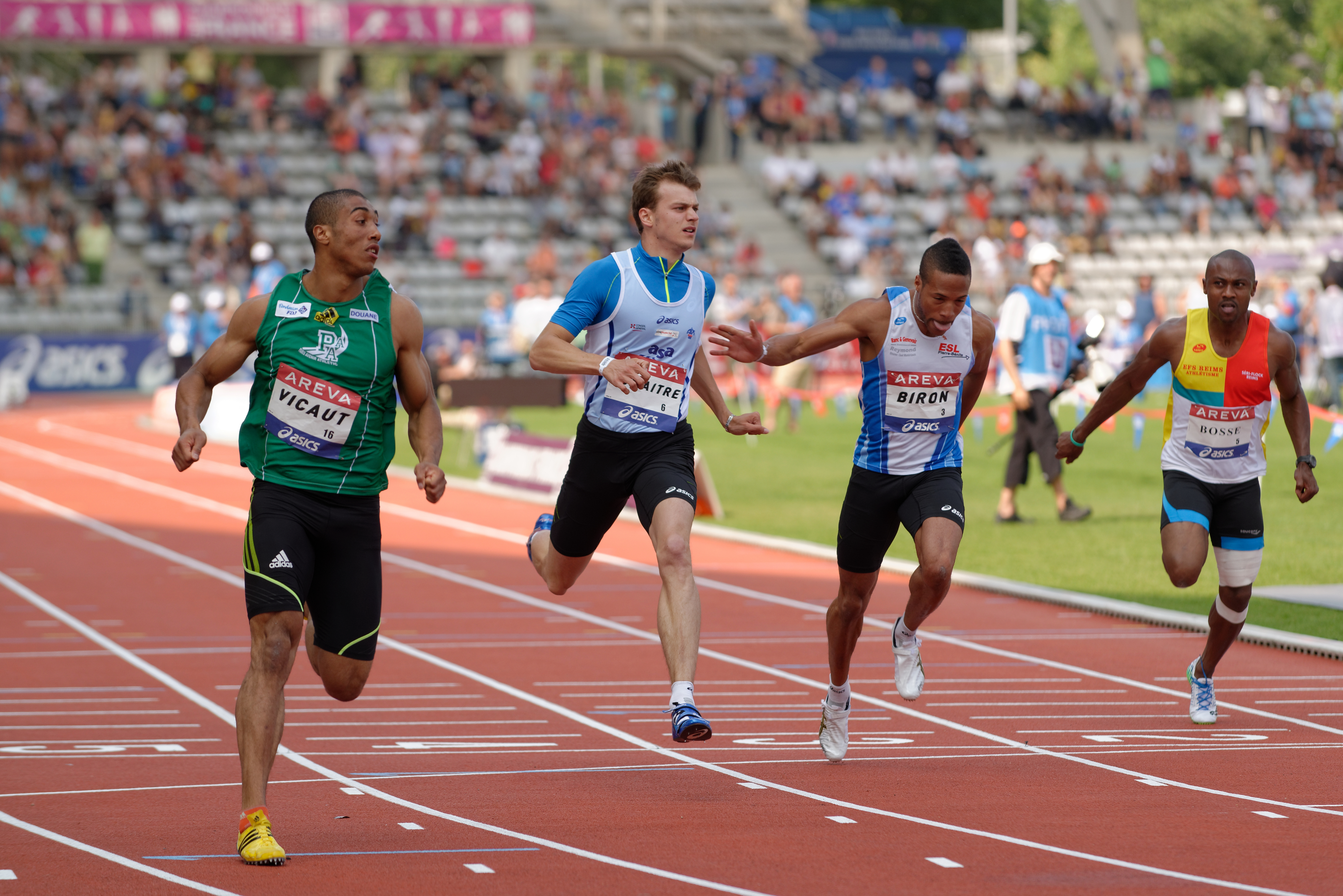